# Multimodální přepravní systém
Multimodální přepravní systém je druh dopravy využívající více dopravních oborů při přepravě nákladu. V tomto systému se však nepřepravují unifikované jednotky, které se po dobu přepravy nemění, ty jsou využívány při tzv. intermodální přepravě.
Na všechny druhy dopravy (silniční, železniční, letecká, námořní, vnitrozemská vodní) je vystavován stejný přepravní doklad - konosament FIATA (FIATA Bill of Lading - FBL), na rozdíl od intermodálního přepravního systému. FIATA – konosament multimodální přepravy – vystaven na úsek kombinované přepravy jako na celek – zasílatel přejímá zodpovědnost za provedení celého průběhu kombinované přepravy.
Operátor multimodální přepravy (např. zasílatel) vystavuje tento přepravní doklad na celou délku přepravy. Operátor musí být zároveň členem Mezinárodního sdružení zasílatelů, aby mohl tuto činnost provozovat.
V kombinované dopravě je snaha omezit přepravu po silnici na minimum, vzhledem k ekologickým vlivům. Proto je větší část přepravy obvykle prováděna po železnici či po vodě. Po silnici pak probíhá pouze počáteční svoz a závěrečný rozvoz.